# Karel Sedláček
Karel Sedláček (Náchod, 17 februari 1979) is een Tsjechische darter die uitkomt voor de PDC. Hij won zijn tourkaart voor 2020/2021 tijdens de European Q School 2020 te winnen. Na twee jaar raakte Sedlácek zijn tourkaart weer kwijt, maar in 2023 won hij zijn tourkaart weer terug. Hetzelfde deed hij in 2025.

## Carrière
Op de German Darts Grand Prix 2019 bereikte Sedláček de kwartfinale na overwinningen op onder meer Ian White en Darren Webster. Hij verloor daarin met 5-6 van Max Hopp.
In september 2021 vormde hij met Adam Gawlas het Tsjechische koppel op de World Cup of Darts. Ondanks een gezamenlijk gemiddelde van 103.47 verloren ze in de eerste ronde van het Poolse tweetal, bestaande uit Krzysztof Ratajski en Krzysztof Kciuk, met 2-5 in legs. Tijdens de editie van 2022 verloor het Tsjechische tweetal in de eerste ronde met 1-5 van James Wade en Michael Smith uit Engeland.
Sedláček viel na afloop van het PDC World Darts Championship 2025 net buiten de top-64 van de Order of Merit, waardoor hij terug naar Q-School moest om opnieuw een Tour Card te behalen. Hij wist op de laatste finaledag van de Q-School een Tour Card te behalen via de EU Q-School Order of Merit. Hierdoor verzekerde hij zich voor twee jaar toegang tot het professionele circuit.
Samen met Petr Křivka kwam Sedláček op de World Cup of Darts 2025 uit voor Tsjechië. Het koppel won in de groepsfase van de duo's uit Chinees Taipei en India. Zo bereikten de Tsjechen de knock-outfase, waarin ze de spelers uit Maleisië versloegen om de kwartfinale te halen. Daarin waren de Nederlanders Danny Noppert en Gian van Veen te sterk.

## Resultaten op Wereldkampioenschappen

### BDO
- 2014: Laatste 40 (verloren van Paul Hogan met 1-3)
- 2015: Laatste 32 (verloren van Glen Durrant met 1-3)

### PDC
- 2019: Laatste 96 (verloren van Keegan Brown met 0-3)
- 2021: Laatste 96 (verloren van Ryan Joyce met 2-3)
- 2023: Laatste 64 (verloren van Dirk van Duijvenbode met 2-3)
- 2025: Laatste 96 (verloren van Rhys Griffin met 0-3)